# Вайс-Манн, Эдит
Эдит Вайс-Манн (нем. Edith Weiss-Mann; 11 мая 1885, Гамбург — 18 мая 1951, Уэстфилд (Нью-Джерси)) — немецкая клавесинистка, педагог, критик.

## Биография
Эдит Вайс была старшей дочерью в семье бизнесмена. Училась в Берлине как пианистка, сперва в Берлинской Высшей школе музыки, а затем приватно, у Джеймса Кваста, Карла Фридберга и Жозе Вианы да Мотта. Под воздействием занятий с Вандой Ландовской обратилась к исполнению на клавесине. В 1925 г. была соучредителем Общества возрождения старинной музыки (нем. Vereinigung zur Pflege alter Musik) в Гамбурге. Много выступала как музыкальный критик и журналист, сотрудничая с газетами Frankfurter Zeitung и Deutsche Allgemeine Zeitung, а также как гамбургский корреспондент New York Music Courier.
В 1930-х годах в силу еврейского происхождения была вынуждена бежать в США, с 1939 г. жила в Нью-Йорке. Преподавала в Ньюаркском колледже наук и искусств при Университете Рутгерса. Считается, что Вайс-Манн первой исполнила на клавесине клавирные концерты Иоганна Себастьяна Баха как единый цикл.

### Личная жизнь
В 1910 году вышла замуж за художника-портретиста Вильгельма Манна, но брак закончился разводом. Их сын — Альфред Манн, музыковед и исполнитель на исторических инструментах.